# Four Seasons Hotel New York
Il Four Seasons Hotel New York è un hotel di lusso situato a New York e inaugurato nel settembre 1993.

## Descrizione
Negli anni '80, William Zeckendorf, un importante imprenditore immobiliare americano, raccolse 2.300 m² di terreno edificabile sulla 57esima Strada, tra Madison Avenue e Park Avenue. Robert H. Burns, fondatore della Regent International Hotels, contattò Harunori Takahashi, proprietario della EIE International Corporation, per costruire un lussuoso hotel sulla proprietà.
Quando il Regent New York Hotel fu annunciato nel gennaio 1989, avrebbe dovuto avere una torre principale di 46 piani e una torre più piccola di circa 20 piani, per un totale di 400 camere. L'hotel sarebbe stato gestito dalla Regent International Hotels di Hong Kong, di cui la EIE International deteneva una partecipazione del 30%. Il completamento era previsto per la fine del 1991. La costruzione fu finanziata da un prestito di un consorzio di sei banche giapponesi, guidato dalla Long-Term Credit Bank. Le altre erano la Ashikaga Bank, la Mitsubishi Trust and Banking Corporation, la Mitsui Trust and Banking Company, la Nippon Credit Bank e la Sumitomo Trust and Banking Company. Il costo di costruzione, secondo quanto riferito, fu di oltre 1 milione di dollari a stanza.
Dopo il crollo del mercato immobiliare giapponese nel 1990, nell'agosto del 1992 Four Seasons Hotels, Inc. acquistò una quota del 20% di Regent International per 122 milioni di dollari.  L'accordo includeva il Regent New York, allora in costruzione. Il restante 80% fu mantenuto dalla società madre di Regent, la E.I.E. International Corporation.  L'hotel aprì nel giugno del 1993 come Four Seasons Hotel New York.
L'hotel ha chiuso il 20 marzo 2020 a causa dello scoppio della pandemia di COVID-19. È stato convertito in un dormitorio per operatori sanitari e ha riaperto il 2 aprile 2020, offrendo loro alloggio gratuito. In seguito l'hotel ha chiuso completamente e ha annunciato "sostanziali lavori infrastrutturali e di manutenzione" che avrebbero dovuto durare "fino al 2023". È stato ampiamente riportato che la chiusura era in realtà il risultato di una disputa tra il proprietario Ty Warner e Four Seasons Hotels and Resorts sulle commissioni di gestione. Nell'agosto 2023, è stato annunciato che era stato raggiunto un accordo tra Warner e Four Seasons e che l'hotel avrebbe riaperto nell'autunno del 2024.

## Architettura
Con i suoi 208 metri di altezza e 52 piani, è il secondo hotel più alto di New York City e il quarto hotel più alto degli Stati Uniti, e l'85° edificio più alto di New York. Nel 2006, il Four Seasons New York ha aperto il ristorante con stella Michelin: L'Atelier de Joël Robuchon.